# Coloso de Constantino

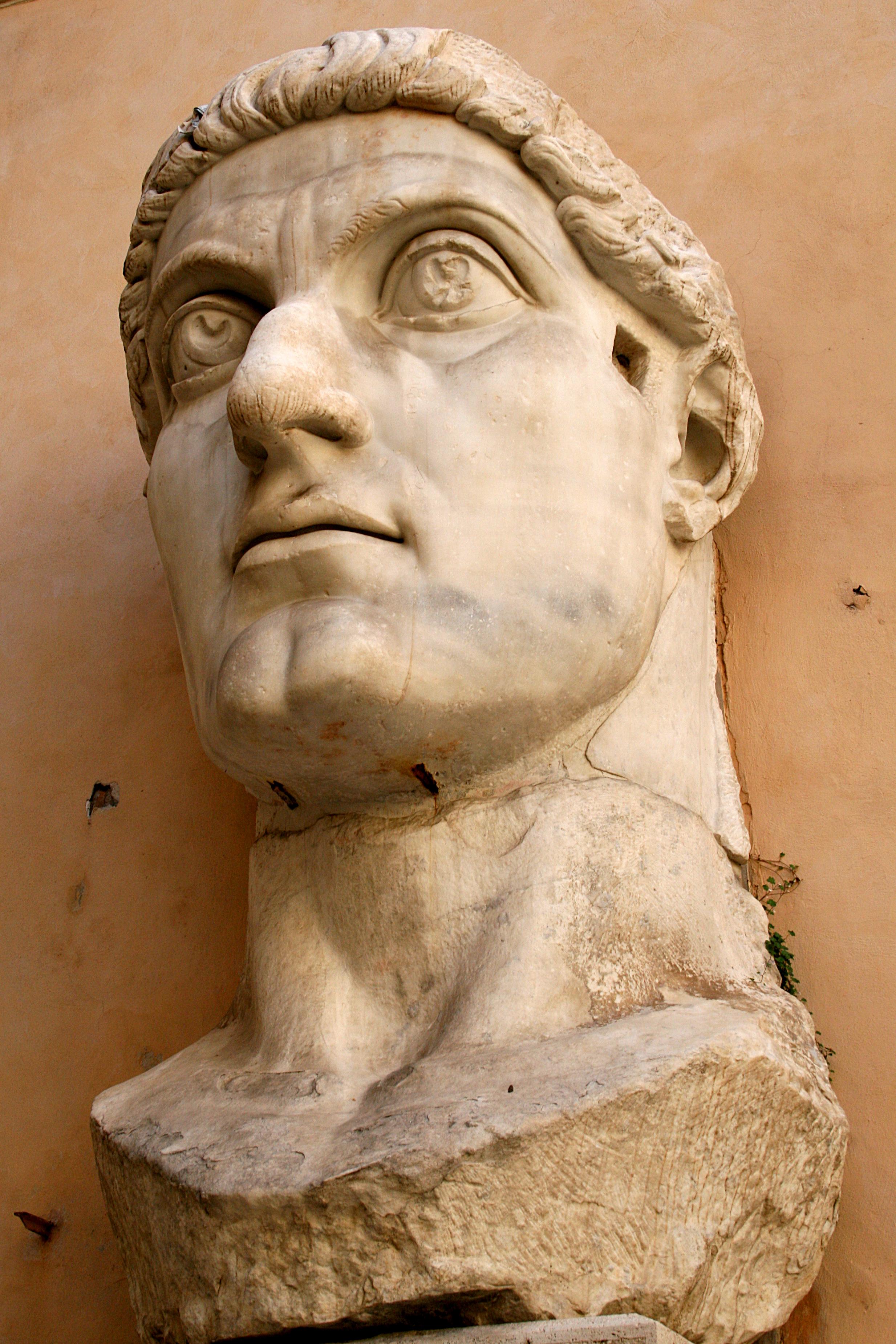
Cabeza del coloso; c. 307–312 d. C.

El Coloso de Constantino fue una estatua sedente de tipo acrolítico, que representaba al emperador romano Constantino I el Grande (r. 280-337 ) y que ocupó en el pasado la cabecera oeste de la Basílica de Majencio en el Foro Romano, en Roma. Algunas partes del coloso se conservan actualmente en el patio del Palazzo dei Conservatori de los Museos Capitolinos, en la Colina Capitolina de Roma, sobre el extremo occidental del Foro. Actualmente la recreación de la escultura se exhibe en la Villa Caffarelli de Roma tras haber sido expuesta en la Fondazione Prada de Milán. 

## Descripción
La gran cabeza, brazos y piernas de esta estatua fueron tallados en mármol, mientras que el resto del colosal cuerpo estaba compuesto de un núcleo realizado en ladrillo y madera, posiblemente cubiertos de bronce dorado simulando la túnica, puesto que  "acrolítico" significa "de extremidades pétreas". A juzgar por el tamaño de las piezas que se conservan, la figura sentada medía unos 12 metros de alto. La cabeza mide aproximadamente 2 metros y medio de altura y cada pie tiene más de 2 m de largo. 
La estatua sostenía el lábaro grabado con el crismón, las iniciales del nombre de Cristo en griego, aunque no era costumbre de los generales romanos desempeñar en su ejército el papel de portaestandarte. Según Eusebio de Cesarea la inscripción que acompañaba a la estatua decía:

Por este signo de salvación, que es el verdadero símbolo del bien, rescaté vuestra ciudad y la liberé del yugo del tirano, y por mi acto de liberación devolví al Senado y al pueblo de Roma su antiguo renombre y esplendor.

La gran cabeza está tallada en un estilo típico de las estatuas de finales del imperio romano, el "estilo hierático", mientras que las otras partes del cuerpo son naturalistas, desde los callosos pies a las venas del antebrazo. Con el tratamiento escultórico de la cabeza se trata de transmitir la idea del emperador como un dios, donde se puede destacar sobre todo esta intención en los ojos, muy grandes, con la mirada hacia la eternidad en un rostro rígido e impersonal, frontal. El tratamiento de la cabeza muestra una síntesis del retrato individualista: la nariz aguileña, la mandíbula profunda y barbilla prominente característica de todas las imágenes de Constantino. Se puede apreciar, pues, la tendencia del retrato romano tardío a centrarse en el simbolismo y la abstracción, en vez de cuidar los detalles. No se conoce la fecha exacta de su ejecución, se ha sugerido que una fecha entre 312 y 315.

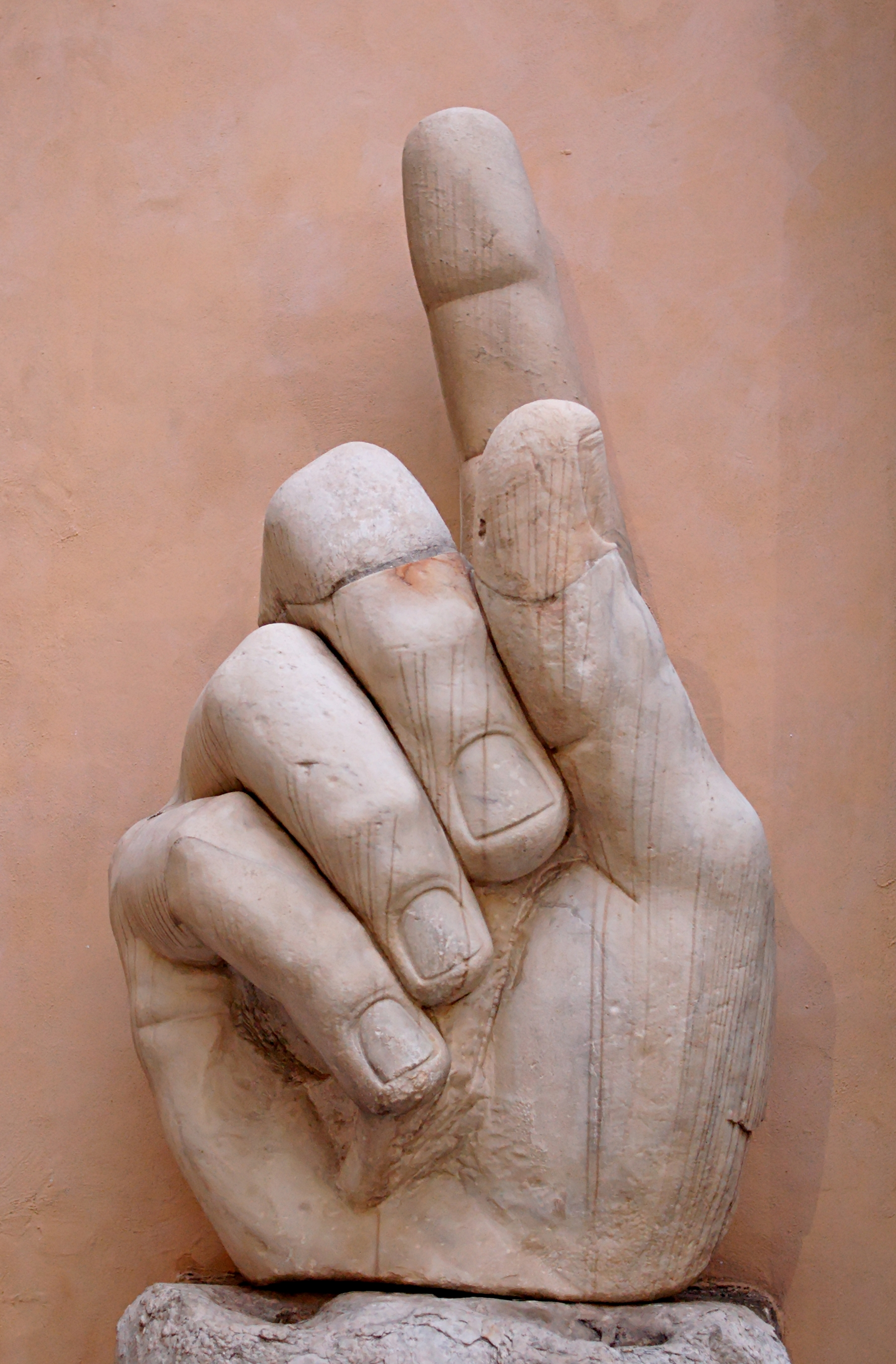
Una de las dos manos derechas del Coloso de Constantino.

## Historia
La basílica, situada en el límite norte del Foro romano, fue iniciada en el año 307 por el emperador Majencio. Constantino terminó la basílica tras derrotar a Majencio en la batalla del Puente Milvio en el año 312, aunque, probablemente, reorientó el edificio en ese momento, cambiando de sitio la entrada principal y añadiendo el ábside. 

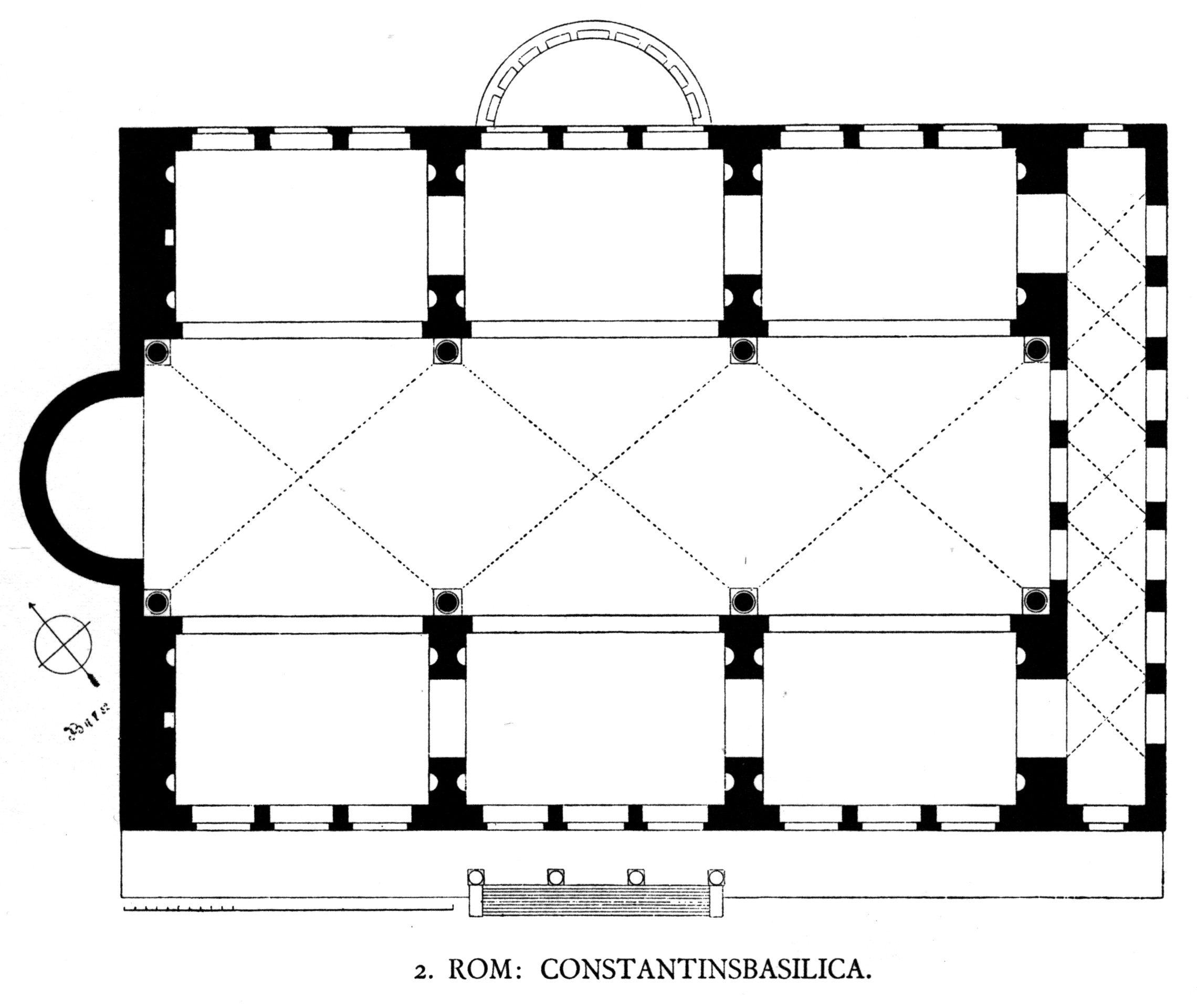
El ábside occidental está situado a la izquierda en esta reconstrucción de la planta de la basílica de Majencio.

El coloso fue saqueado en algún momento de la antigüedad tardía, probablemente para reutilizar las partes del cuerpo hechas con bronce. Las partes de la estatua realizadas de mármol fueron recogidas en 1487.  
Los restos que se conservan se encuentran en el patio del Palazzo dei Conservatori colocados de izquierda a derecha en el siguiente orden: el brazo derecho con el codo, la cabeza, la rodilla derecha, una mano derecha, a la entrada del Museo de columnas la espinilla izquierda, el pie derecho, la rótula de la rodilla izquierda, un remanente de la columna adornada, y el pie izquierdo. Curiosamente, entre los restos de la estatua hay dos manos derechas, con el dedo índice en alto, que difieren ligeramente. Se ha propuesto para explicar el caso que la estatua fue rehecha en algún momento al final del reinado de Constantino, y la mano que sostenía un cetro fue sustituida por otra que sostuvo algún símbolo cristiano. 
Las piezas del coloso fueron restauradas entre el año 2000 y 2001.

## Actualidad
La Fundación Factum ha trabajado con los Museos Capitolinos y la Fondazione Prada en un ambicioso proyecto para recrear la escultura a gran escala del Coloso para la exposición Belleza reciclada, que estuvo abierta desde el 17 de noviembre de 2022 hasta el 27 de febrero de 2023, comisariada por Salvatore Settis. La obra, de 13 m de altura, que se exhibe dentro de la Cisterna en la Fondazione Prada en Milan, es el resultado de meses de estrecha colaboración entre el equipo 3D de la Fundación Factum y un equipo de expertos bajo la supervisión de Claudio Parisi Presicce, el Capitolino Superintendente de Patrimonio Cultural.

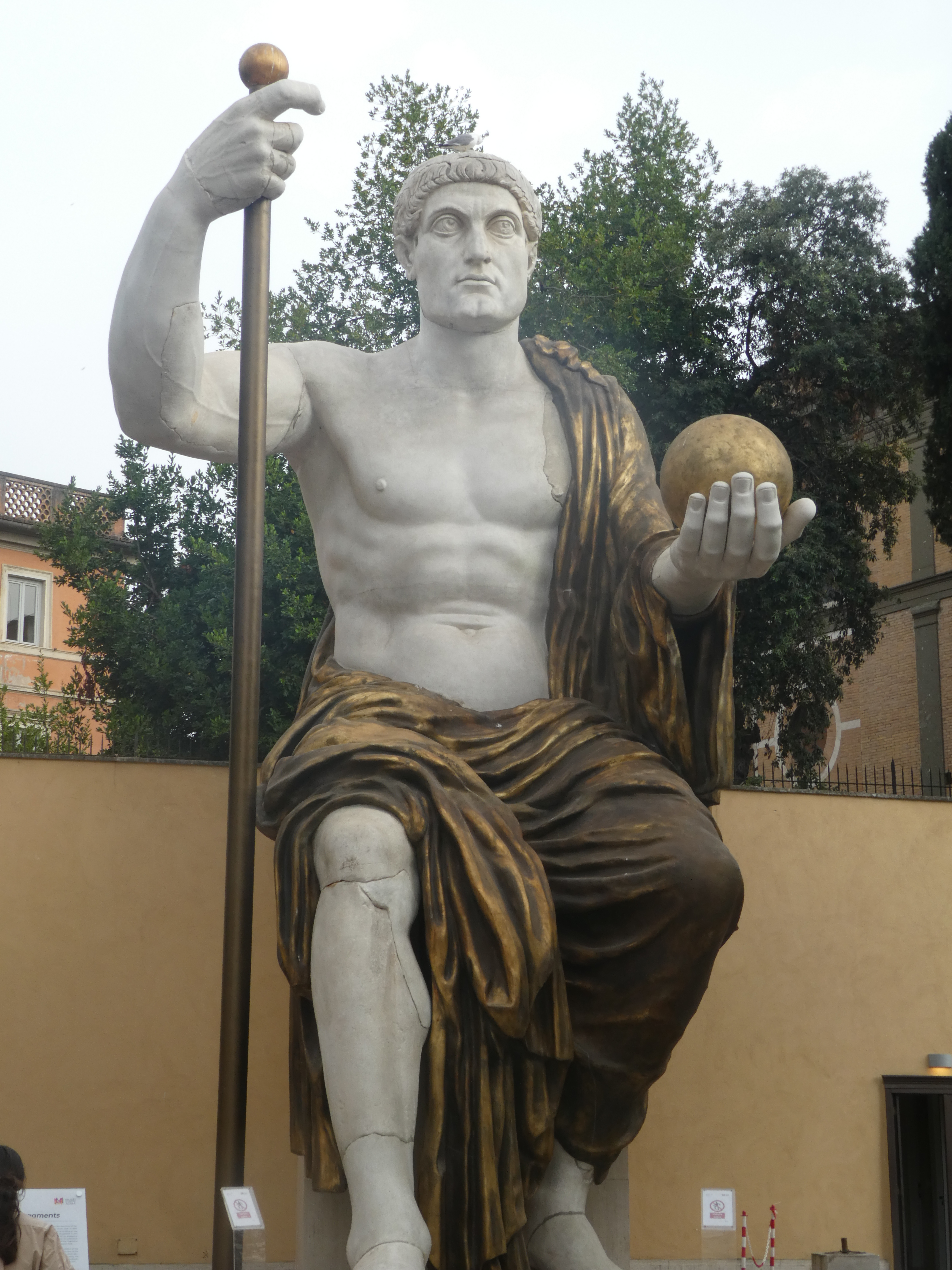
Reconstrucción expuesta en los Museos Capitolinos

Desde el 6 de febrero de 2024 puede admirarse en los jardines de Villa Caffarelli como parte de los Museos Capitolinos en el Campidoglio, Roma.